# Klasztor Karmelitów w Sąsiadowicach

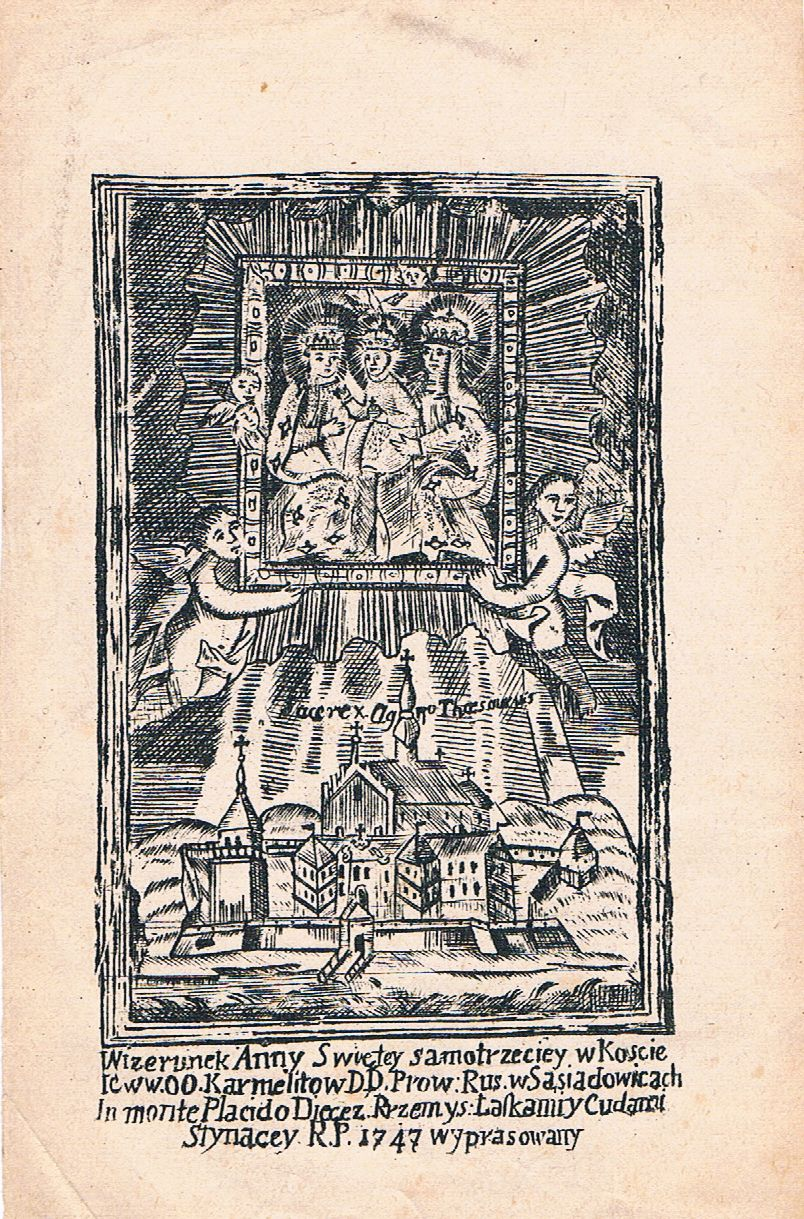
Kościół i klasztor karmelitów w Sąsiadowicach w 1747 r.

Klasztor karmelitów w Sąsiadowicach – zabytkowy klasztor karmelitów dawnej obserwancji w Sąsiadowicach ufundowany w 1603 r. przez Wojciecha Erazma Herburta (1596-1641?) i Jana Szczęsnego Herburta (1567-1616).

## Historia
Po nieudanej próbie sprowadzenia w 1602 roku kartuzów Jan Szczęsny Herburt postanowił w imieniu swojego niepełnoletniego synowca Wojciecha Erazma Herburta wznieść przy kościele pw. św. Anny w Sąsiadowicach, klasztor karmelitów. Prośba przedłożona biskupowi Maciejowi Pstrokońskiemu została zatwierdzona przez niego 23 lipca 1603 roku w Brzozowie. Pierwszymi karmelitami przybyłymi do Sąsiadowic byli: wprowadzony jako przeorem Bartłomiej Przeworski (Przeworscensis), Franciszek z Soli (Salecensis) i Andrzej Kocisz. Rozpoczęto wznoszenie drewnianego budynku przylegającego do kościoła św. Anny z 12 celami i refektarzem. Ze strony karmelitów polskich do Sąsiadowic przybył wówczas prowincjał Stanisław Gniewkowski w celu nadzorowania procesu założenia klasztoru i załagodzenia sporu z plebanem Cyprianem Koluskim, który, nie chcąc oddawać probostwa, nie był przychylny fundacji. Papież Klemens VIII w brewe z 27 I 1605 zarządził powołanie sąsiadowickiego zgromadzenia oraz przekazanie karmelitom kościoła św. Anny wraz ze wszystkimi jego dochodami. 11 III 1608 roku Wojciech Erazm i Jan Szczęsny Herburtowie przekazali zakonnikom na własność teren Góry Łaskawej oraz powierzyli pieczę nad dwiema parafiami: w Sąsiadowicach i Felsztynie; oraz oddając im kościoły: pw św. Mikołaja w Sąsiadowicach i pw. św. Marcina Biskupa w Felsztynie wraz z wszystkimi dochodami i beneficjami. Zakonnicy zarządzali parafią felsztyńską przez kolejne 24 lata, aż do jej utraty z powodu "nieprzychylnych im osób". 
Po śmierci plebana Koluskiego, Jan Szczęsny Herburt potwierdził decyzję Wojciecha Erazma z 1606 roku przekazując karmelitom 2 października 1609 roku wszystkie powinności kościoła św. Mikołaja oddawane mu za tegoż proboszcza. 28 września 1610 roku Wojciech Erazm Herburt wraz z Janem Szczęsnym formalnie zwrócili się do bpa przemyskiego Stanisława Siecińskiego o wyrażenie zgody na powierzenie kościoła pw. św. Anny zakonnikom, oddanie im świątyni pw. św. Mikołaja oraz ustanowienie kościoła św. Anny kościołem parafialnym, ponieważ nie można było znaleźć chętnych na probostwo przy św. Mikołaju z powodu najazdów tatarskich. Biskup zaaprobował oficjalnie wymienione postanowienia 9 października 1612 roku, a wpisu do akt konsystorskich dokonano 18 czerwca 1613 roku. Nadanie zakonnikom wymienionych beneficjów ogłosił w publicznym wezwaniu kanonik i oficjał generalny przemyski Stanisław Mieszkowski 29 kwietnia 1618 roku. Nie doszło jednak wówczas do ogłoszenia dekretu w papieskim brewe, więc formalnie kościoły nie zostały połączone, a kościołem parafialnym pozostawał ten pw. św. Mikołaja. Po wizytacji bpa Stanisława Sarnowskiego w 1659 roku nakazano ówczesnemu przeorowi sąsiadowickiemu, by dostarczył w przeciągu trzech miesięcy urzędową decyzję papieża regulującą proces inkorporacji kościoła pw. św. Mikołaja do kościoła św. Anny zapoczątkowany nadaniami Herburtów w 1610 roku. W 1660 roku Sarnowski po raz kolejny owe nadania potwierdził; wniosek do papieża skierowano 24 października 1671 roku, papież Innocenty XI zaaprobował i potwierdził inkorporację w brewe 12 listopada 1683 roku. Postanowienia papieskiego brewe zatwierdzili Eustachy i Izabela Tyszkiewiczowie 20 października 1685 roku, a bp przemyski Jan Dąbski potwierdził autentyczność aprobaty 23 grudnia 1685 roku. Realizacja brewe, tj. intromisja przeora klasztoru (był nim wówczas Teodor Kociszewski) na proboszcza w Sąsiadowicach, dokonała się dwa lata później, na mocy aktu wystawionego w Przemyślu z 21 kwietnia 1687 roku.
Gdy w 1616 roku zmarł Jan Szczęsny Herburt, kuratelę nad dorosłym już Wojciechem Erazmem chcieli przejąć Mikołaj Daniłowicz, podskarbi wielki koronny, oraz Mikołaj Siemaszko, kasztelan bracławski, tytułujący się szwagrami Wojciecha Erazma. Pod pozorem, że ten był chory umysłowo domagali się unieważnienia zapisów poczynionych przez Wojciecha Erazma na rzecz Jana Szczęsnego. Ten sprawę oprotestował oskarżając Daniłowicza i Siemaszkę o chciwość, lecz 10 stycznia 1617 roku król rozstrzygnął ją na korzyść podskarbiego. Tego samego dnia Wojciech Erazm nadał samodzielnie zakonnikom szereg uprawnień, które wkrótce musiał odwołać. Karmelici pozwali go wraz z kuratorami przed sądem ziemskim przemyskim 24 października 1617 roku za zerwanie umowy. 
Spór pomiędzy zakonnikami, a Herburtem i Daniłowiczem, przeniesiony w 1618 roku do Trybunału Głównego Koronnego w Lublinie, został rozstrzygnięty ostatecznie 2 maja 1624 roku decyzją owego Trybunału na korzyść karmelitów po zawarciu szeregu porozumień pomiędzy stronami:
- 27 listopada 1621 – przed sądem grodzkim przemyskim;
- 20 września 1622 r. – przed sądem koronnym lubelskim (wyrok korzystny dla karmelitów);
- 15 sierpnia 1623 r. – w Felsztynie podpisano porozumienie pomiędzy stronami, w którym Daniłowicz zobowiązuje się przestrzegać nadań Wojciecha Erazma Herburta z kilkoma ograniczeniami oraz ustalono wadium w wysokości 1000 marek w przypadku niedotrzymania umowy niedługo potem (2 września 1623) na wniosek Mikołaja Daniłowicza bp przemyski Jan Wężyk ustanowił przeora Czeladę administratorem parafii;
- 23 lutego 1624 – aprobata ze strony kapituły przemyskiej

Zakonnicy weszli w posiadanie nadań 29 maja 1624 roku11.
W 1629 roku Mikołaj Daniłowicz-syn przekazał kościołowi św. Mikołaja, który pozostawał pod opieką karmelitów, powinności chałupnika z gruntem. 22 stycznia 1641 roku Daniłowicz wystąpił do sądu ziemskiego przemyskiego o unieważnienie części zapisów z 1617 roku (prawa do wycinki lasów i mielenia zboża w młynach sąsiadowickich), zapis z 1629 roku pozostawał martwy (darowany zakonnikom grunt w 1643 roku był ciągle własnością dworu), a w protestacji skierowanej 31 stycznia 1646 roku do sądu lwowskiego zakonnicy żalili się, że podczaszy nie honoruje wymienionych nadań, a nawet, że wydał rozkaz, by „gdy się który Mnich na wies trafi bij zabij y zywo ni pusczaj”. Wyrok był korzystny dla karmelitów. Po wizytacji w 1659 roku bp Stanisław Sarnowski wzywał m.in. parafian do częstszego uczestnictwa w mszy świętej w niedziele i święta, która to absencja była winą Daniłowicza, ponieważ ten w dni świąteczne nakazywał odrabianie pańszczyzny oraz robót specjalnych na swojej ziemi. Spory zakończyły się wraz ze śmiercią Daniłowicza, który nawet legował karmelitom w testamencie 2 000 złotych polskich na swoich dobrach. Jego spadkobiercy – córka Izabela z mężem Eustachym Tyszkiewiczem – byli przychylnie nastawieni do zakonników.
W XVIII wieku wokół klasztoru funkcjonowały liczne warsztaty: stolarski, ciesielski, kowalski i rymarski. Klasztor posiadał także zasobną bibliotekę z licznymi muzykaliami i własną kapelę wyposażoną w instrumenty muzyczne.

## Budynek klasztorny
Początkowo drewniany budynek z 12 celami i refektarzem, w 1613 roku otoczony fosą oraz murem z cegieł z czterema bastionami, z których jedna jest obecnie dzwonnicą. W 1645 roku dokonano umocnień wałów, usypanych ok. 1626 roku, wtedy też dodano murowaną bramę klasztoru (klasztor pełnił funkcję obronną; posiadał nawet własne armaty, a jeszcze w 1622 roku kapituła krakowska nakazała ówczesnemu przeorowi, Szymonowi Czeladzie, pozbycie się broni (włóczni i rusznic) pod karą usunięcia z urzędu). W 1641 roku przeor Dionizy Niwiński zlecił wykonanie polichromii w kościele (wykonano też wówczas napis na kartuszu, który znajdował się w kościele św. Anny na arkadzie od strony prezbiterium (gdzie obecnie znajduje się napis: ODNOWIONO Z GRUZÓW 1989): A(NNO) D(OMINI) 1[6]41 FR(ATER) DINONISIUS DE SOMSIADOVICE CARMELITA IN HONOREM JESV CHRISTI COMPARAVIT. Odnosił się on do pierwotnych, zamalowanych fresków). W 1649 roku zakonnicy z inicjatywy ówczesnego przeora Dominika Albinowskiego rozbudowali klasztor do dwóch kondygnacji, dodając wirydarz i pokoje dla gości. W 1725 roku dzięki staraniom przeora Franciszka Wolskiego przebudowano klasztor po raz czwarty, także w drewnie, lecz z powodu niewłaściwie wykonanego remontu konstrukcja lub jej część runęła. Niedługo potem, w 1742 roku, wzniesiono murowany budynek dzięki Franciszkowi Borzęckiemu, podstolemu Wielkiego Księstwa Litewskiego, który przekazał na ten cel 13000 złotych pod warunkiem wyprawiania trzech mszy w tygodniu. Jeszcze w XVI w. do postawienia murowanego klasztoru zobowiązali się Wojciech Erazm i Jan Feliks Herburtowie (deklaracja z 9 października 1612) pod warunkiem, że karmelici odstąpią od dzierżenia kościoła św. Marcina w Felsztynie, który dostali w 1608 roku, do czego nie doszło.
W 1828 roku doszło do pożaru budynku klasztornego i kościoła, wyremontowanych w 1826 roku z datków wiernych. Wskutek pożaru wywołanego uderzeniem pioruna zostały zniszczone kościół, część klasztoru i budynek przyklasztorny. Do 1834 roku pokryto zabudowania dachówką, w latach 1839–1840 dokonano niezbędnych napraw północnego skrzydła klasztoru, które najbardziej ucierpiało, a restaurację całego klasztoru ukończono w 1863 roku, kościoła (z dekoracją wnętrza) w 1869 roku.
W II połowie XVIII wieku przystąpiono także do wznoszenia zabudowań około-klasztornych, wśród których był budynek mieszkalny (z 1863), spichlerz (z 1866), trzy stodoły (mała z 1868, średnia z 1854 i duża z 1853), wozownia (z 1861), dwie stajnie (jedna murowana z ok. 1871, druga z początku XIX wieku), chlew, cegielnia (z 1861).

## Darowizny na rzecz klasztoru
- 1606 – Wojciech Erazm Herburt nakazuje, by po śmierci dotychczasowego proboszcza Cypriana Koluskego oddać parafię z przychodami pod opiekę karmelitom; przychody te wymienione są w dokumentach z 9 X 1612 r. (dziesięcinę według urodzaju na polu leżącym pomiędzy Sąsiadowicami a Głęboką, meszne w wysokości 33 kłód żyta od wszystkich kmieci i tyleż samo owsa z pustek) oraz 18 VI 1613 r.;
- 13 stycznia 1613 (oblata 22 stycznia 1617) – Wojciech Erazm Herburt zabezpieczył na kościół św. Anny 100 florenów z żup dobromilskich, które miały być wypłacane zakonnikom corocznie;
- 18 czerwca 1613 – Jan Szczęsny Herburt leguje zakonnikom 100 zł polskich z żup dobromilskich;
- 9 stycznia 1617 – Wojciech Erazm Herburt nadaje zakonnikom powinności pięciu kmieci z Sąsiadowic (Adama Horosza, Adama Frydlowicza, Wojciecha Grochowskiego, Wawrzynkę z synami oraz Minichę z synami), daruje karmelitom dwie puste role we wsi (Martynkowską i Frączkowską) i łąkę na dwa brogi siana przy dworze w Głębokiej, staw przed posesją wójta Krzysztana (Krystana), daje im prawo do wycinki drzewa w lasach dworskich (w 1878 roku prawo to w wysokości 30 sążni drewna rocznie wykupił ówczesny właściciel Sąsiadowic, Jan Dunin-Sulgostowski) oraz zezwala mleć bez opłaty zboże w młynie felsztyńskim;
- 15 sierpnia 1623 – Mikołaj Daniłowicz po kilkuletnim sporze z karmelitami o nadania Wojciecha Erazma z 1617 r. potwierdza je po wyroku Trybunału Lubelskiego z 1622, zastrzegając, że zakonnicy mogą mleć nie nieograniczoną ilość zboża w jego młynach felsztyńskich, lecz 25 korców, a ich poddani muszą mleć zboże wyłącznie w tychże młynach; gdyby zaś poddany klasztoru przeprowadził się na grunt dworski, wszystkie nadania tracą moc; dodatkowo Daniłowicz zakazał zakonnikom warzenia piwa;
- 1633 – Jan Bogucki zabezpieczył 2 200 zł na rzecz klasztoru z dóbr Bylic i Rogóźno;
- 1634 – Grzegorz Jasieniecki legował 1 000 zł;
- 1637 – Zofia Reznowa (Rozenowa) zabezpieczyła 1 000 zł z dóbr Wojutycze, 7% odsetkami;
- 1638 – Marcin Czyżowicz, proboszcz z Rumni, legował 300 na kościół św. Anny i 200 zł na kościół św. Mikołaja;
- 1647 – Anna Korzewska zapisała klasztorowi 1 000 zł;
- 1669 – Błażej Szpelner zapisał klasztorowi część gruntu koło Czapel;
- 1674 – Stanisław Dębkowski legował 4 000 zł;
- 1686 – Barbara Górajewska legowała 4 000 zł;
- 1694 – Jan Siedlecki zabezpieczył 1 000 zł na dobrach Słochynie;
- 1693 – Izabella Tyszkiewicz w testamencie z 18 stycznia 1693 zabezpieczyła 140 zł rocznie ze swoich dóbr; w 1697 zapisem jej sukcesorki, siostry Zofii Anny Dąmbskiej, kwotę tę zwiększono o 10 zł;
- 1699 – Zofia Anna Dąmbska legowała testamentem z 25 VII 1699 r. 6 000 zł;
- 1694 – Michał i Anna Chłopiccy legowali 3 000 zł;
- 1700 – Samuel Lipski legował 4 000 zł;
- 1705 – Borysławscy zabezpieczyli na dobrach Laszki Murowane 1 000 zł, 7 % odsetkami;
- 1715 – Aleksander Lipski z Lipia legował 6 000 zł;
- 1728 – Lisowscy zabezpieczyli na dobrach Sadkowice i Czaple 4 000 zł, 7% odsetkami;
- 1730 – Andrzej Otocki zabezpieczył 1 000 zł, 7 % odsetkami, na dobrach Stubno;
- 1733 – Stanisław Brześciański zabezpieczył 15 000 zł, 7% odsetkami;
- 1741 – Potoccy zabezpieczyli 12 000 zł na dobrach Sośnica;
- 1757 – Jan Borzęcki zabezpieczył na Czaplach 5 000 zł;
- 1769 – Piotr Witkowski legował 6 000 zł;
- 1769 – Jan Borzęcki zabezpieczył na Czaplach 16 468 zł;
- 1772 – Józef Rytarowski zabezpieczył 1 500 zł na Rytarowicach (Rajtarowicach);
- 1774 – Józef Stadnicki zabezpieczył na Niemirowie 2 200 zł[3].